# Hesburger
Hesburger – fińska sieć fastfoodów bazująca na systemie franczyzy. Jej siedziba znajduje się w miejscowości Turku w Finlandii. W 2008 roku była najliczniejszą siecią restauracji oferujących hamburgery w Finlandii. Następnie marka weszła na rynek bułgarski, niemiecki, polski, rumuński, ukraiński, estoński, litewski oraz łotewski. Nazwa firmy wywodzi się od ksywki założyciela, Heikki "Hese" Salmela. 

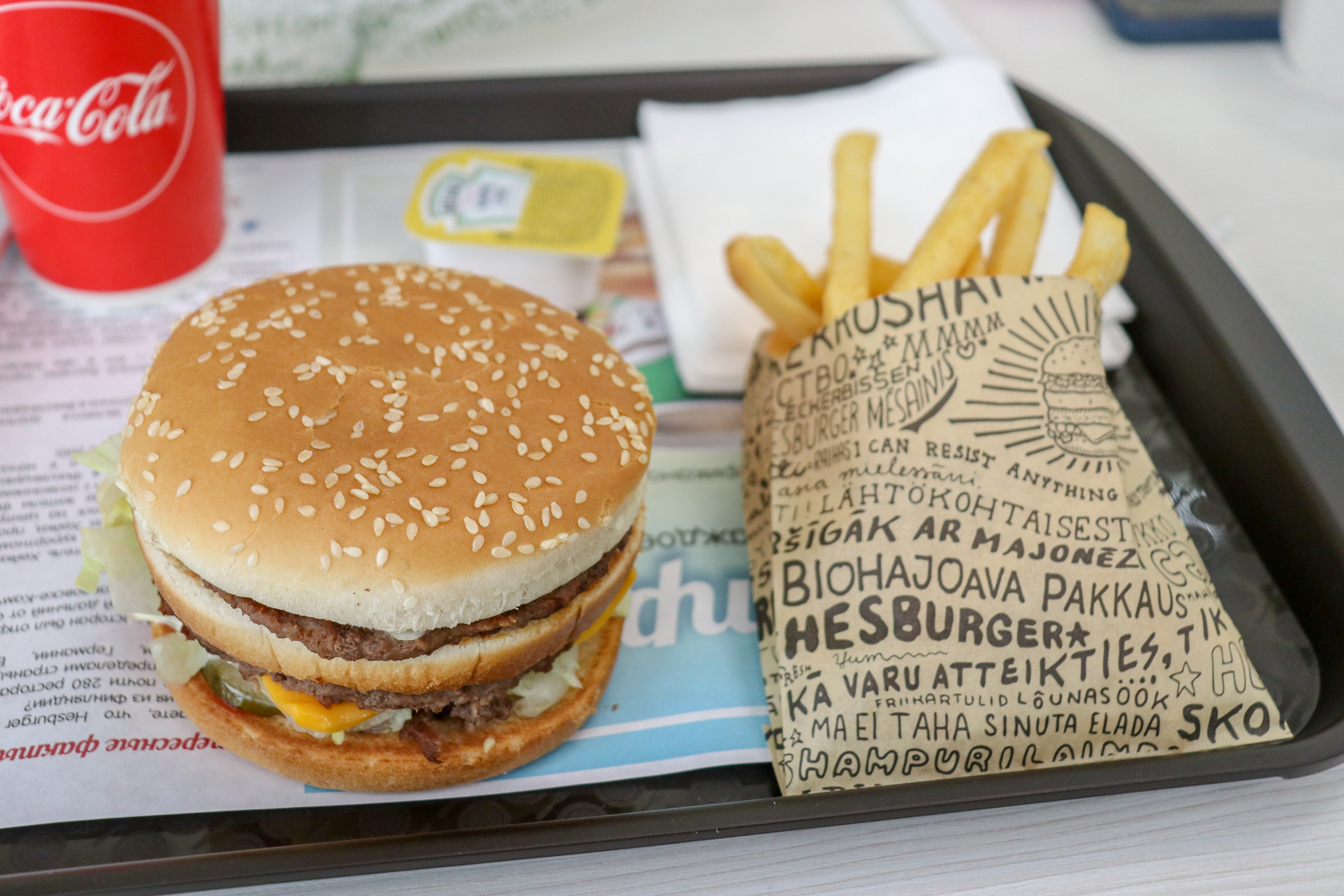
Hamburger i frytki z Hesburger

## Historia

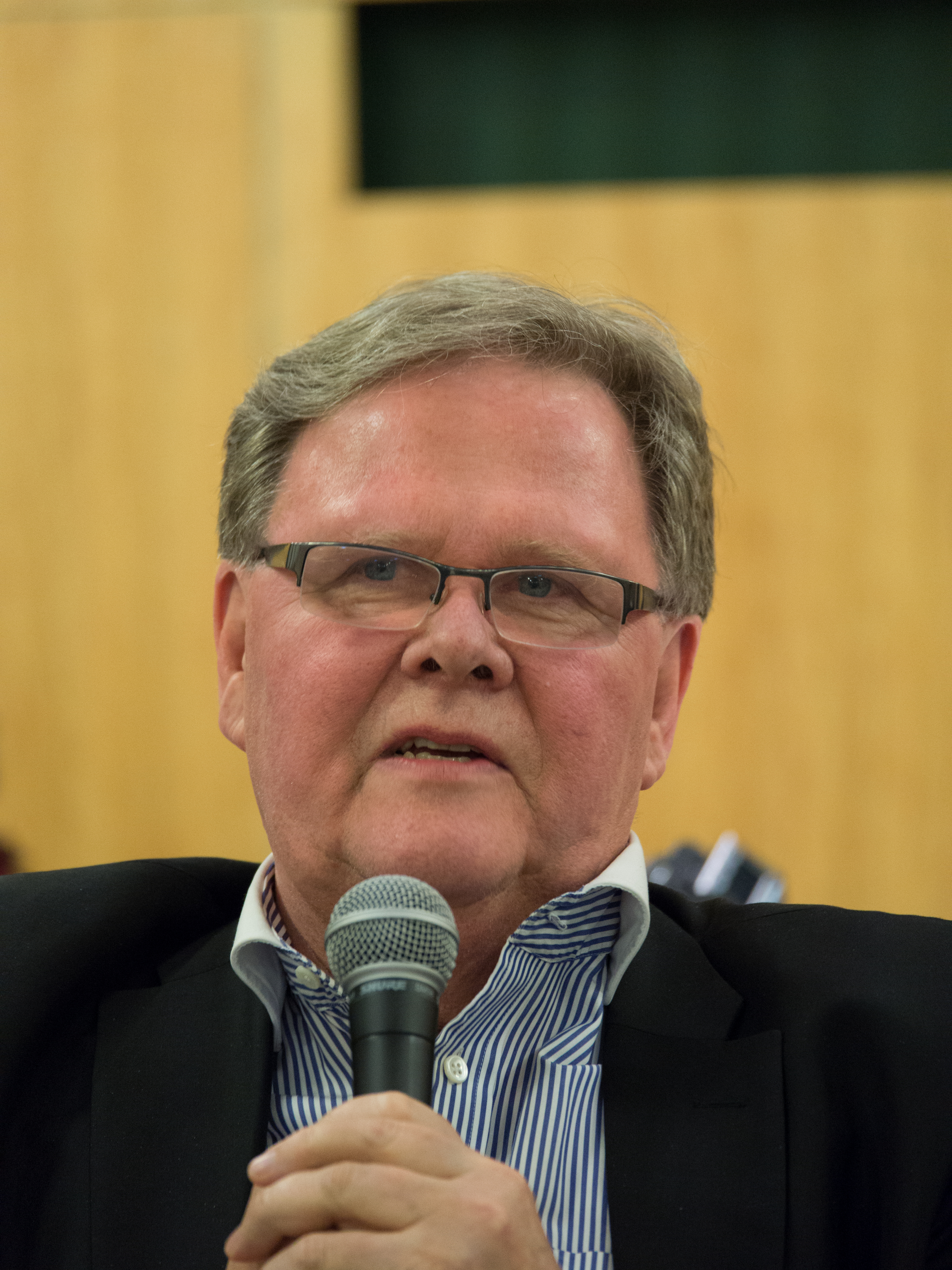
Heikki Salmela, założyciel Hesburger

Historia marki sięga 1966 roku, kiedy 20-letni Heikki otworzył kiosk z fastfoodami w Naantali, który nazwał Kievarin grilli. Następnie w 1980 otworzył pierwszą restaurację Hesburger w centrum handlowym Hansakortteli, która stała się pierwszym elementem sieci fastfoodów w Finlandii. W 1988 Salmela sprzedał markę i wiele hoteli za prawie 200 milionów marek fińskich. Po 3 latach, podczas recesji gospodarczej w Finlandii na początku lat 90. odkupił je za 25 milionów marek.
Salmela powiedział w wywiadzie, że na początku nazwa ulicy, przy której znajdowałal się jego kiosk, wystarczała jako nazwa. Po tym, jak założył swoją sieć restauracji, potrzebowała ona odpowiedniej nazwy. Zasugerowano nazwę „Hesburger”, ale Salmela uznał, że nie ma ona „amerykańskiego charakteru”. Poprosił więc agencję reklamową o wymyślenie nazwy dla swojej firmy. Agencja zastanawiała się nad odpowiednimi nazwami przez kilka tygodni, w końcu przedstawiła Salmeli nazwę, którą wymyśliła, wraz z rachunkiem w wysokości 100 tysięcy marek: „Hesburger”.
Z zaledwie 12 lokalami w 1992 roku, Hesburger rozrósł się do ponad 200 restauracji w 60 miastach i miasteczkach w całej Finlandii w ciągu następnej dekady, wchłaniając konkurencyjną sieć Carrols w 2002 roku. Zakup dał Hesburgerowi wcześniej nieistniejącą przewagę na rynku fast food w Helsinkach. Firma skutecznie powstrzymała konkurencyjną sieć McDonald's przed wejściem do Turku: w 2014 r. w mieście działało 21 restauracji Hesburger i tylko dwie restauracje McDonald's. Sieć rozszerzyła również swoją działalność na rynki międzynarodowe, otwierając lokale w krajach bałtyckich i Hamburgu w Niemczech, a także jedną lokalizację w Alanyi w Turcji (otwarta w 2014 r., data zamknięcia nie jest znana). Hesburger działał również przez krótki okres między 2004 a 2006 r. w Damaszku w Syrii, ale został zamknięty jako nierentowny. Firma rozważa dalszą ekspansję na Bliskim Wschodzie.
Hesburger rozszerzył swoją działalność na Polskę, otwierając w 2024 r. restaurację w Warszawie oferującą tylko dostawę do domu.
Latem 2024 roku Hesburger rozszerzył swoją działalność na Rumunię, otwierając swoją pierwszą restaurację w Râmnicu Vâlcea.
Rosja
Pierwsze próby wejścia na rynek rosyjski podjęto pod koniec lat 80. Latem 1988 r. za pośrednictwem wspólnego radziecko-fińskiego przedsiębiorstwa w Petersburgu (a później w Wyborgu i Pietrozawodsku) otwarto budkę pod marką Liha Polar w kolorystyce Hesburgera. W menu były hamburgery, cheeseburgery, frytki i inne dania typowe dla Hesburgera. Na przełomie lat 90. i 2000. restauracje przestały istnieć z nieznanych powodów.
Pierwszy rosyjski Hesburger został otwarty w styczniu 2010 roku w Moskwie, a rok później w Sankt Petersburgu. Sieć działała na prawach franczyzy LLC Rusburger, należącej do firmy Ostankino. Do końca 2012 roku Hesburger otworzył jeszcze 13 restauracji, a także z pomocą partnerów uruchomił restauracje w Ufie, Krasnojarsku i na Dalekim Wschodzie.
W grudniu 2013 r. Hesburger zmienił właściciela i stał się grupą firm o nazwie „Megagrupp”.
29 marca 2022 r. Hesburger ogłosił powolne opuszczanie rynku rosyjskiego i białoruskiego. W 2022 r. w Rosji było 40 restauracji pod nową nazwą Pap'sBurger.
W maju zarejestrowano lokalną markę SuperBurger z logo podobnym do Hesburgera, która miała zastąpić Hesburgera.

## Restauracje

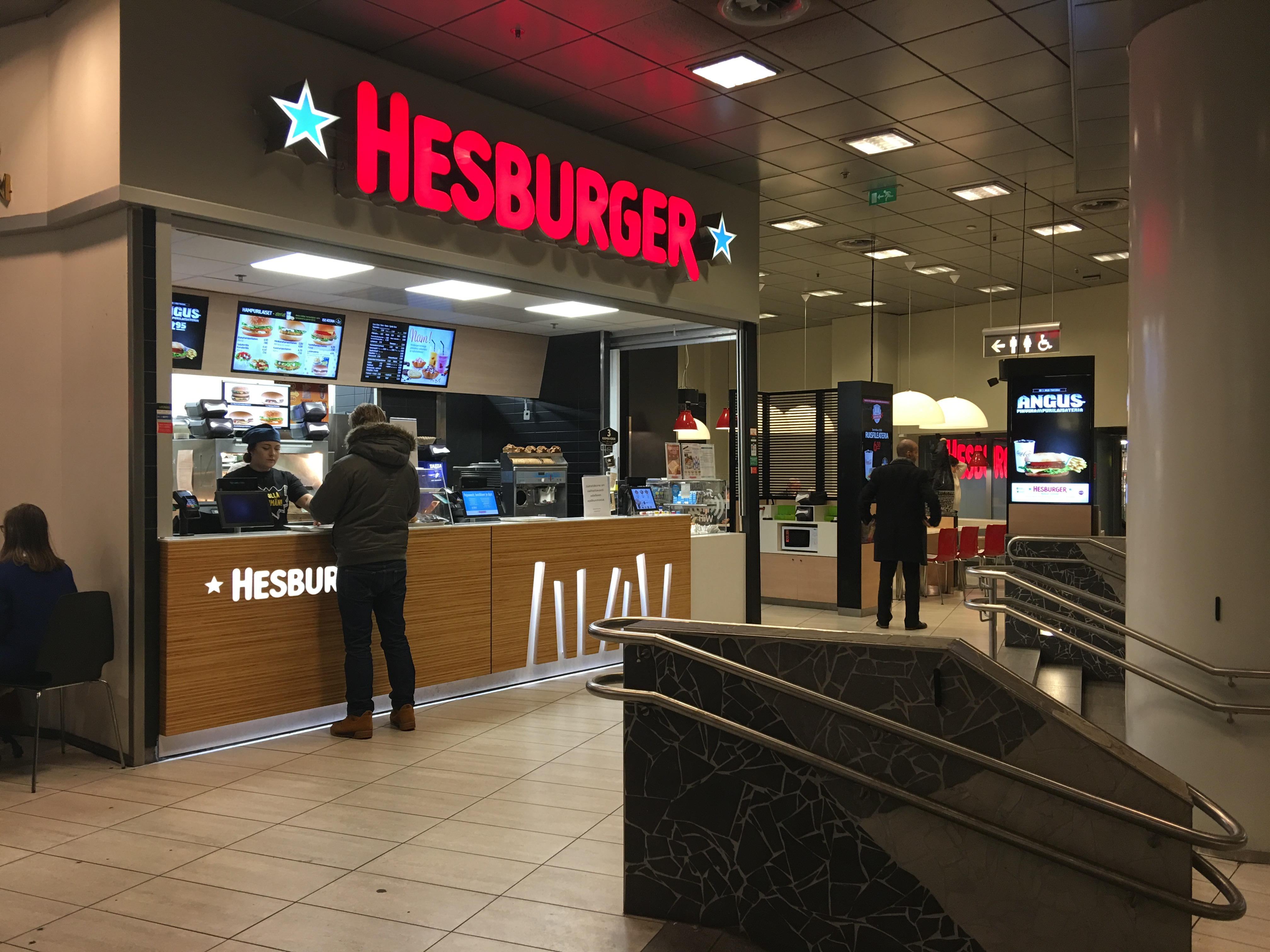
Nowoczesna restauracja Hesburger w metrze na stacji Kaisaniemi w Helsinkach

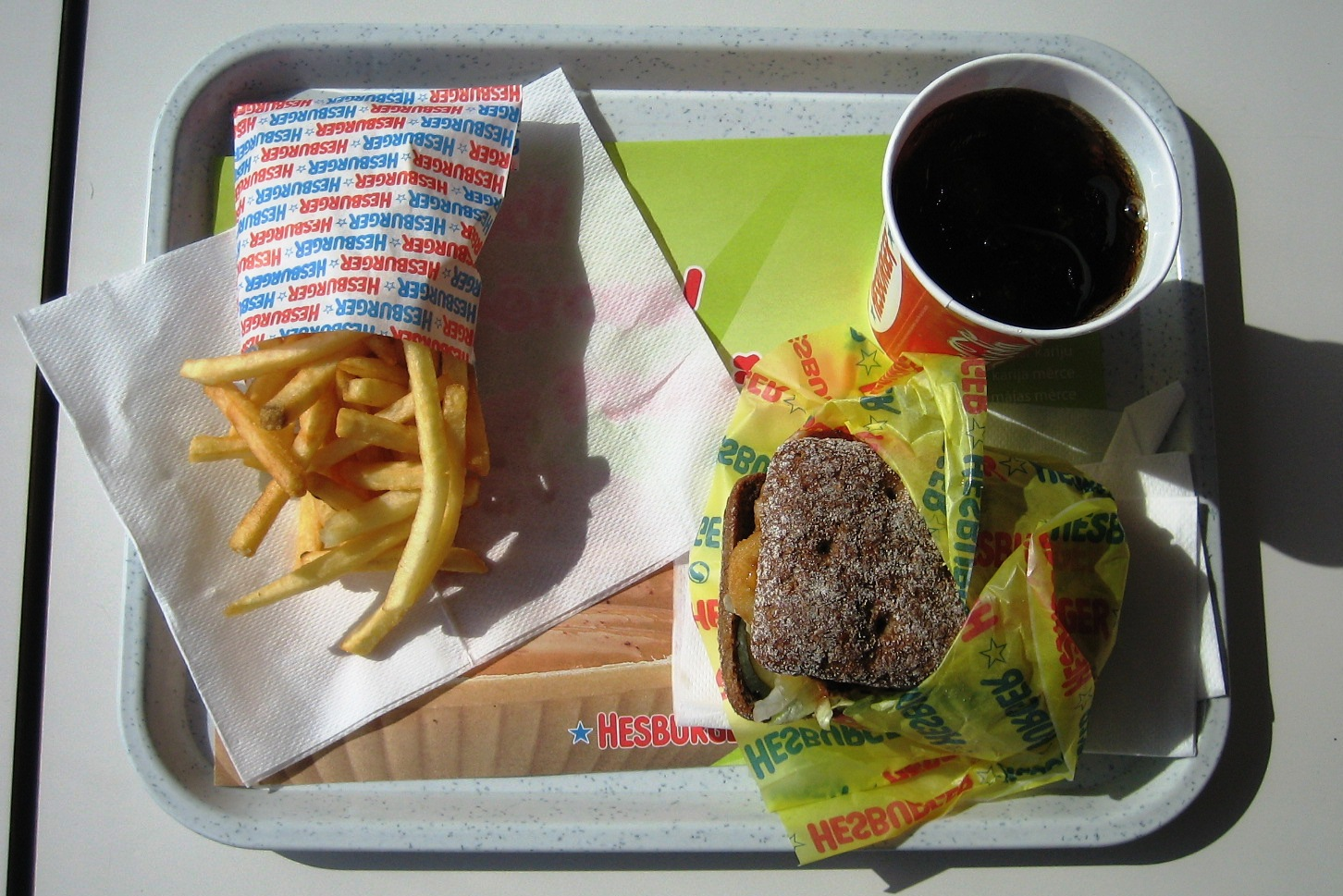
Kotlet wieprzowy w bułce żytniej, frytki i cola zero

Hesburger zatrudnia ponad 9000 osób, z czego 600 w Finlandii. Hesburger aktywnie rozwija swoją działalność na Litwie, ogłaszając inwestycje w wysokości 3,5 mln euro w 2016 r., około 4 mln euro w 2017 r. i 4 mln euro w 2018 r.
| Kraj      | Liczba restauracji |
| --------- | ------------------ |
| Finlandia | 268                |
| Litwa     | 65                 |
| Estonia   | 53                 |
| Łotwa     | 53                 |
| Bułgaria  | 33                 |
| Rumunia   | 11                 |
| Ukraina   | 7                  |
| Niemcy    | 2                  |
| Polska    | 1                  |